# Eintheilung der Amtsbezirke im Rezatkreis des Königreichs Bayern und Verzeichniß aller dazu gehörigen Ortschaften
Die Eintheilung der Amtsbezirke im Rezatkreis des Königreichs Bayern und Verzeichniß aller dazu gehörigen Ortschaften ist ein Verzeichnis, das am 1. August 1837 abgeschlossen wurde. Der vollständige Titel lautet: „Eintheilung der Amtsbezirke im Rezatkreis des Königreichs Bayern und Verzeichniß aller dazu gehörigen Ortschaften mit Angabe der Pfarreyen und Schulen, der Königlichen Posten etc. etc. und verschiedener statistischer Notizen nach dem Bestand im Jahr 1837. Aus den neuesten Quellen hergestellt.“ Der Herausgeber ist Wilhelm Meyer, Geometer und Rechnungsrevisor bei der Königlichen Regierung des Rezatkreises.

## Werkbeschreibung
Das Werk soll nach den Angaben des Herausgebers das 1818 erschienene Alphabetische Verzeichniß aller im Rezatkreise [...] enthaltenen Ortschaften ersetzen, da dieses durch die zwischenzeitlichen Veränderungen in der Verwaltung unbrauchbar geworden sei. Aus dieser Aussage kann geschlossen werden, dass es das zweite Verzeichnis dieser Art war. Es sollte seinerseits durch das 1846 erschienene Statistische Hand- und Adreßbuch von Mittelfranken im Königreich Bayern abgelöst werden.
Das Werk besteht aus einer Erklärung der Vorgehensweise (S. I–X), den in zehn Abteilungen gegliederten statistischen Teil (S. 1–266), einer Druckfehlerberichtigung (S. 267–268) und einer beigefügten Hauptübersicht. Ein Abkürzungsverzeichnis findet sich auf S. VII.
Die zehn Abteilungen sind:
1. Alphabetisches Verzeichnis sämtlicher Orte des Rezatkreises (S. 1–125). Die Auflistung erfolgt mit fortlaufender Nummerierung. Es wird jeweils die Zugehörigkeit zum Gerichtsbezirk, Rentamt, Pfarrbezirk und Schulbezirk angegeben sowie der Ortstyp. Die Unterscheidung der Ortstypen wurde von dem 1818 erschienenen Verzeichnis übernommen: Mühle, Einöde (1–3 Häuser), Weiler (4–12) und Dorf (12 und mehr), Kirchdorf, Pfarrdorf, Markt und Stadt. Die Unterscheidung zwischen Weiler und Dorf aufgrund der Anzahl der Häuser bleibt unscharf, da es sich bei der Größe nur um eine ungefähre Richtlinie („in der Regel“) handelt.[3] Die Ortstypen werden ggf. differenziert ([Ortstyp] „mit Kirche“, „mit Bad“, „mit Schloss“), was im vorausgegangenen Verzeichnis von 1818 noch nicht geschehen ist. Die Schreibung der Ortsnamen wie auch die fortlaufende Nummerierung unterscheidet sich ebenfalls von diesem Werk.[4] Bei Pfarrdörfern finden sich zusätzliche Angaben zu den eingepfarrten Orten und dem Besetzungsrecht der Pfarrei.
2. Verzeichnis sämtliche Orte systematisch unterteilt nach den jeweiligen Gerichts- bzw. Polizeibezirken (S. 126–230). Die Gerichtsbezirke erscheinen in der Reihenfolge Städte mit unmittelbaren Magistraten (S. 127–130), Königliche Landgerichte (S. 130–215) und Herrschaftsgerichte (S. 215–230). Die jeweiligen Gerichtsbezirke sind wiederum in Gemeinden untergliedert. Für jede Gemeinde werden ggf. die zugehörigen Ortsteile aufgelistet, außerdem die Gesamtzahl der Wohngebäude, der Familien und der Einwohner, die Gemeindefläche in Tagewerk (untergliedert in Siedlungsfläche, landwirtschaftlich genutzte und ungenutzte Fläche)[5] und die daraus resultierende Grundsteuer. Für die Einzelorte gibt es nur Angaben zur Zahl der Wohngebäude, Familien und Einwohner, darüber hinaus aber zusätzliche Notizen bezüglich Patrimonialgerichtsbarkeit oder früherer Zugehörigkeit im Alten Reich.
3. Die Criminal-Gerichtsbezirke des Rezatkreises (S. 230).
4. Die Rentämter des Rezatkreises (S. 231–233).
5. Die Baubezirke des Rezatkreises (S. 234).
6. Die Forstämter des Rezatkreises (S. 235–244).
7. Die Magistrate und Patrimonialgerichte des Rezatkreises (S. 245–246).
8. Zusammenstellung der Dekanate mit Angaben zu den Finanzen (protestantisch: S. 247–253, katholisch: S. 253–256) und Bevölkerung nach Religionen (S. 256–257).
9. Zusammenstellung der Schulen mit Angaben zu den Finanzen (protestantisch: S. 258–262, katholisch: S. 262–263, israelisch: S. 264).
10. Landwehr (S. 265–266).

Das Datum der statistischen Erhebungen ist nach Angaben des Herausgebers 1835/36 mit Ausnahme der auf S. 256f. beigefügten Angaben, die auf einer Volkszählung von 1833 beruhen sollen. Um welche Volkszählungen es sich hierbei handelt, wird nicht erläutert, die Volkszählungen des Deutschen Zollvereins scheiden jedenfalls aus, da diese im Dezember 1834 bzw. Dezember 1837 erhoben wurden.

## Ausgabe
- Wilhelm Meyer: Eintheilung der Amtsbezirke im Rezatkreis des Königreichs Bayern und Verzeichniß aller dazu gehörigen Ortschaften. Brügel’sche Kanzleybuchdruckerey, Ansbach 1837.